# ديف جيل
ديف جيل هو عارض وممثل هندي، ولد في 12 أكتوبر 1977 ببونه في الهند.

## وصلات خارجية
- ديف جيل على موقع IMDb (الإنجليزية)
- ديف جيل على موقع قاعدة بيانات الفيلم (الإنجليزية)